# Brazza (paquebot)
Pour les articles homonymes, voir Brazza.
Le Brazza (ou MS Brazza) est un paquebot français de la Compagnie des chargeurs réunis, exploité sur la ligne entre la métropole et l'Afrique-Occidentale française. Il est torpillé et coulé par un U-Boot au large de l'Espagne le 28 mai 1940. Le naufrage fait près de 400 victimes parmi l'équipage et les passagers.

## Historique
Le navire est lancé à Nantes en 1923 comme cargo sous le nom de Camranh par la compagnie des Chargeurs Réunis. Il est transformé en paquebot à Marseille en 1927. Il est allongé de 5,90 m en 1936, François Pierre Marie Rébillard prend le commandement du navire.
En 1939, lors de l'entrée en guerre contre l'Allemagne, Le paquebot est réquisitionné par l'Etat français avec son équipage pour servir au transport de troupes, d'armements et de marchandises au départ du port de Bordeaux.
Le 28 mai 1940 à 8h25, lors d'une liaison : Bordeaux - Le Verdon - Casablanca - Dakar - Douala - Pointe-Noire, il est torpillé par un sous-marin allemand U-Boot au large du Cap Finisterre, il coule en 4 minutes entraînant 379 passagers et marins. L'escorteur du convoi, l'aviso Enseigne Henry  recueillent 197 rescapés, protégés par le croiseur auxiliaire HMS Cheshire.